# Colector general de expolios
El colector general de expolios era un eclesiástico constituido en dignidad a quien el rey de España nombraba con este título. 
El colector como jefe supremo y auxiliado del celo y actividad de uno o dos eclesiásticos en cada diócesis, con nombre de subcolectores, atendía a la cobranza de los productos de los bienes muebles y semovientes que los arzobispos y obispos dejaban a su muerte, de las rentas de las mitras mientras se hallaban vacantes y al pago de las sumas que el colector general libraba para invertirlas en el socorro de las necesidades públicas, en limosnas y obras de piedad.
Este jefe tenía una contaduría general para el desempeño de la parte económica del ramo y un tribunal para la contenciosa. 